# Дніпро-Лоцманська
Дніпрó-Лóцманська (до 1975 року — Лоцманська, з 1975 по 29 червня 2017 року — Дніпропетровськ-Південний) — пасажирська залізнична станція 3-го класу Дніпровської дирекції Придніпровської залізниці на частково електрифікованій лінії Нижньодніпровськ-Вузол — Апостолове між зупинними пунктами Проспектна (1 км) та Тунельна (1 км). Розташована у середмісті Дніпра, у Соборному районі, друга за значенням пасажирська залізнична станція в місті. Лінія до станції Зустрічний електрифікована постійним струмом (=3 кВ), далі — до станції Апостолове — неелектрифікована.

## Історія
На початку ХХ століття на цьому місці розташовувалася житлова забудова Мандриківки та старий ринок. У 1929 році на цій місцевості відкрита залізнична станція під первинною назвою — Лоцманська, яка походить від колишнього села Лоцманська Кам'янка, що згодом увійшло у межі міста Дніпро. В селі проживали мужні козаки-лоцмани, які проводили річкові судна через пороги річки Дніпро ще за часів Запорозької Січі.

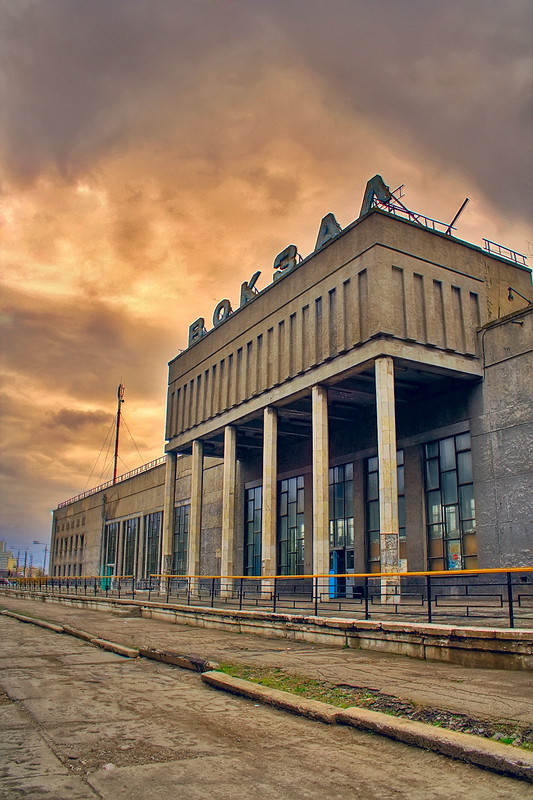
Вокзал станції

У 1975 році станція перейменована в Дніпропетровськ-Південний. 1 липня 1975 року відбулося урочисте відкриття другого за значимістю залізничного вокзалу міста. Нині місцяни і досі вживають назву — Південний вокзал.
Місто бурхливо розбудовувалося, наближався до статусу міста-мільйонника та отримало право на будівництво метрополітену та відкриття другого повноцінного залізничного вокзалу, який зведено за проєктом відомого місцевого архітектора Євсея Соріна. Рух поїздів Придніпровської залізниці було реорганізовано таким чином, що з Південного вокзалу почали вирушати не лише приміські поїзди, переважно до станцій Апостолове, Синельникове I, Сухачівка, а й чимало поїздів далекого сполучення. У 1980-ті роки звідси вирушав пасажирський  поїзд сполученням Дніпропетровськ — Адлер (Сочі).
У вересні 1980 року на пероні вокзалу частково відбувалися зйомки популярного кінофільму «Рідня». Зйомки також відбувалися у двох міських парках — Чкалова (нині — парк Лазаря Глоби) та ім. Шевченка, на проспекті Кірова, Січеславській Набережній, в ресторані «Маяк» та «Світанок».
У 1980-ті роки міська влада мала плани на прокладання до вокзалу лінії наземного метро (міської електрички), причому з перспективами на наступні роки — проєкт запуску кільцевого залізничного маршруту, який міг би охоплювати все місто: Дніпро-Південний — Нижньодніпровськ-Вузол — 196 км — Нижньодніпровськ — Дніпро-Головний — Горяїнове — Діївка — 178 км — Дніпро-Вантажний — Зустрічний — Дніпро-Південний.
До початку повномасштабного російського вторгнення в Україну розглядалася ідея запуску через Дніпро-Лоцманська швидкісної міської електрички — за прикладом Київської міської електрички, яка суттєво змогла б покращити загальну схему міської транспортної інфраструктури. Таке кільце вирішило б щоденну транспортну проблему мешканців центральної частини Дніпра та віддалених житлових масивів, а станція Дніпро-Лоцманська знову б стала важливою частиною даного сполучення.
Вокзал невдало розташований, до нього дуже важко дістатися і він відіграє незначну роль в пасажироперевезеннях. Через не дуже вдале розташування вокзалу досить швидко містяни стали висловлювати невдоволення через його невдале розташування — на крутому схилі. Можливість дістатися до вокзалу  є на таксі або автобусним маршрутом № 30, який курсував вкрай рідко, але був узгоджений з відправлення чи прибуття пасажирських поїздів. До найближчої зупинки трамвайного маршруту № 1 звивистою та незручною дорогою треба йти пішки близько 20 хвилин. Від вокзалу станції Дніпро-Лоцманська до 2021 року вирушали нечисленні поїзди далекого прямування (переважно в літній період), а вантажні поїзди практично зрідка прямують через станцію, переважно використовується електрифікована лінія через станцію Дніпро-Головний.
29 червня 2017 року станція Дніпропетровськ-Південний перейменована на станцію Дніпро-Лоцманська.

## Пасажирське сполучення
Від/до станції Дніпро-Лоцманська щоденно курсують дві пари приміських поїздів сполученням Дніпро — Апостолове.
До 18 березня 2020 року через станцію прямували приміські електропоїзди до станцій Верхівцеве, Сухачівка, Синельникове II, Синельникове I (нині скасовані).

Поїзди на станції Дніпро-Лоцманська
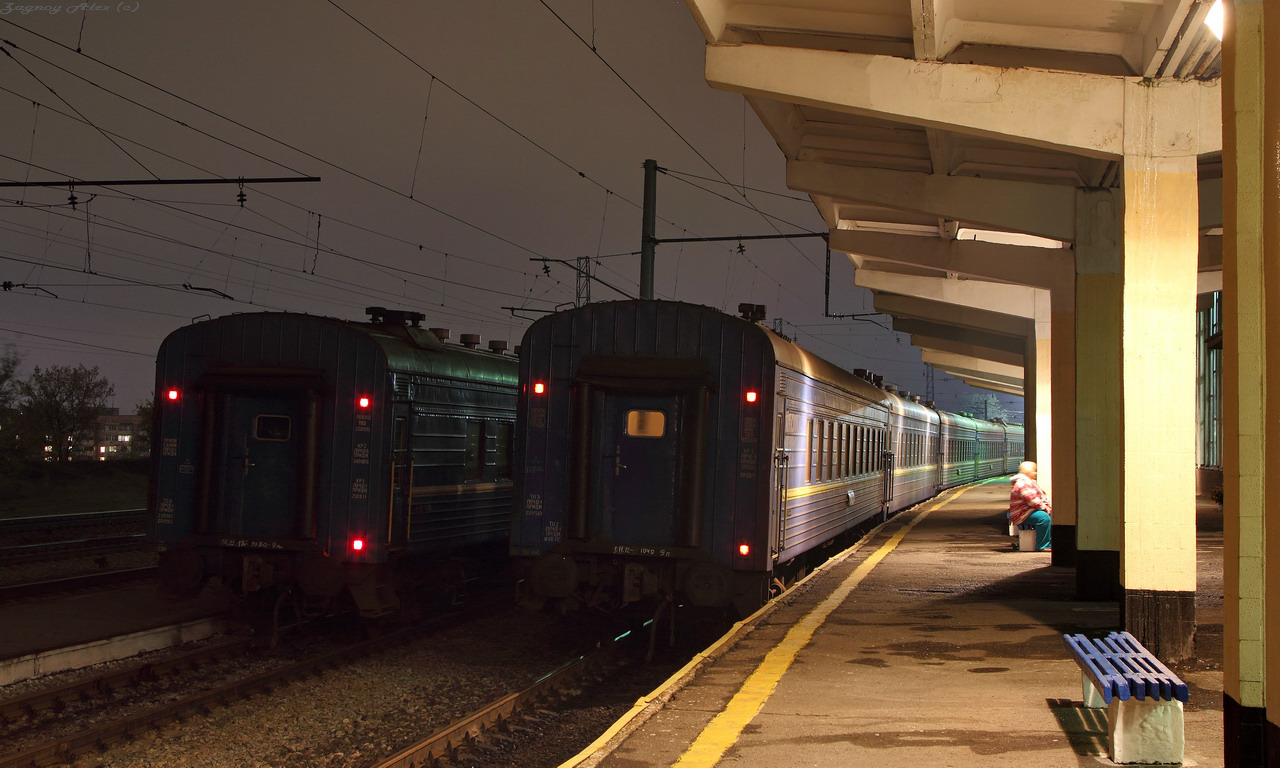
Поїзди
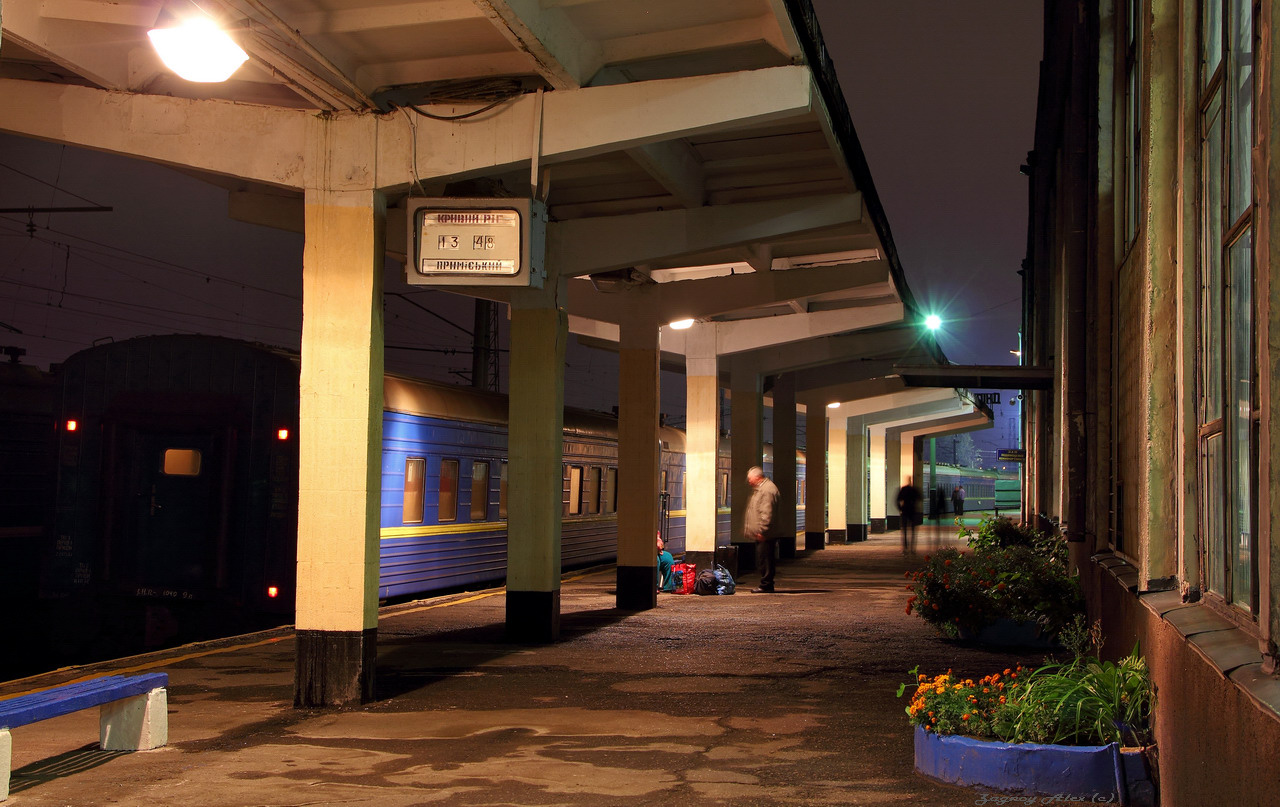
Приміський поїзд Дніпро — Апостолове
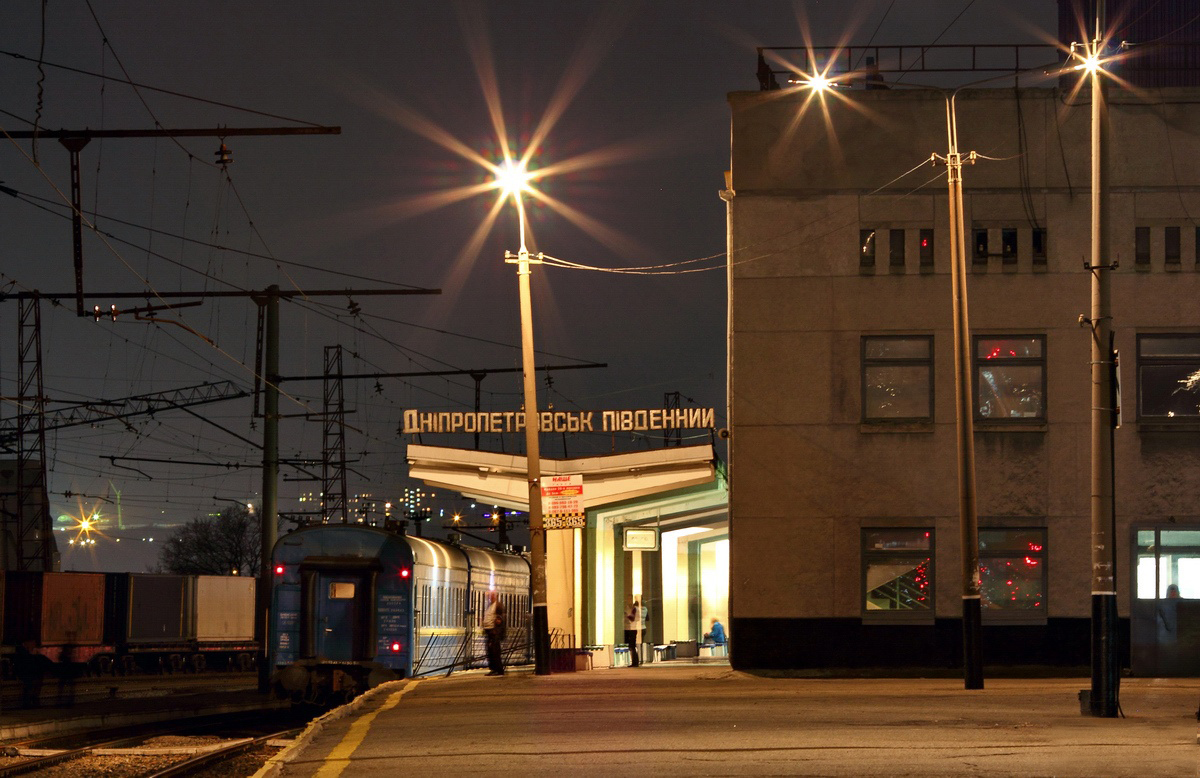
Північна сторона вокзалу
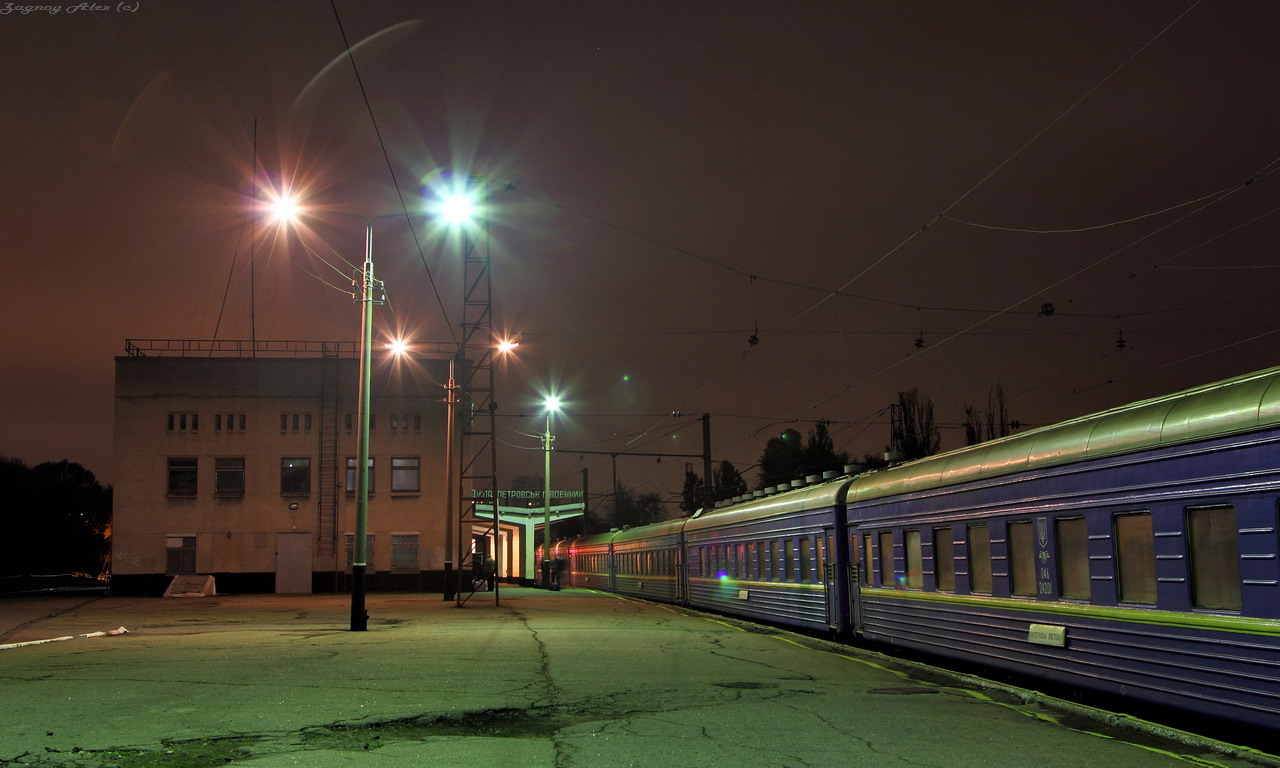
Південна сторона вокзалу

До 10 грудня 2016 року на станції зупинявся «Нічний експрес» № 51/52 Київ — Запоріжжя. У літній період через станцію зазвичай прямували додаткові поїзди, одним з яких був нічний швидкий поїзд № 280/279 сполученням Жмеринка — Генічеськ, в обхід станції Дніпро-Головний.

Вокзал станції Дніпро-Лоцманська
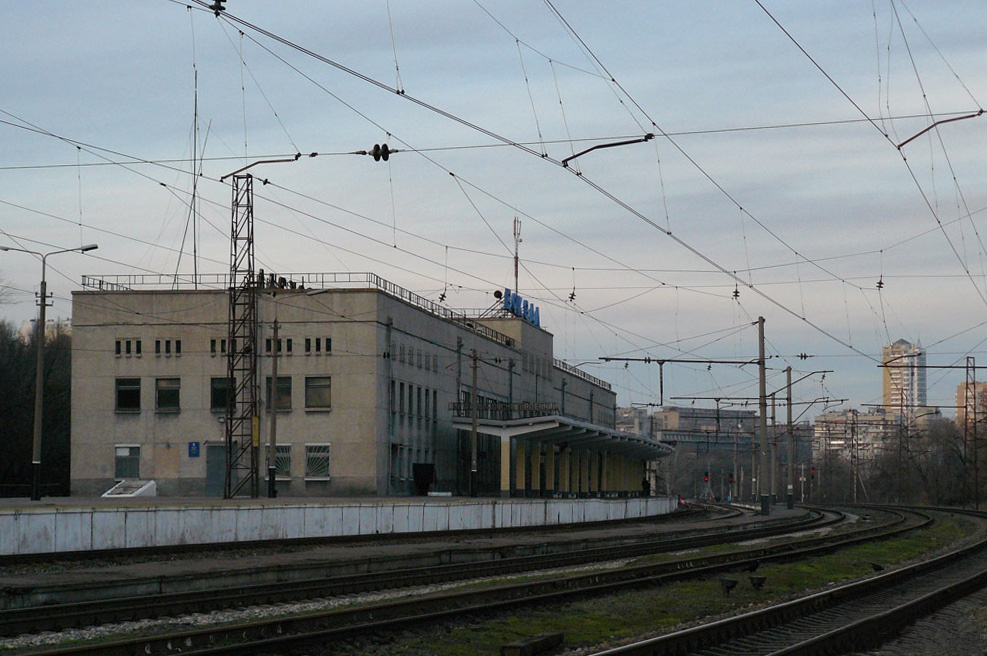
Вокзал
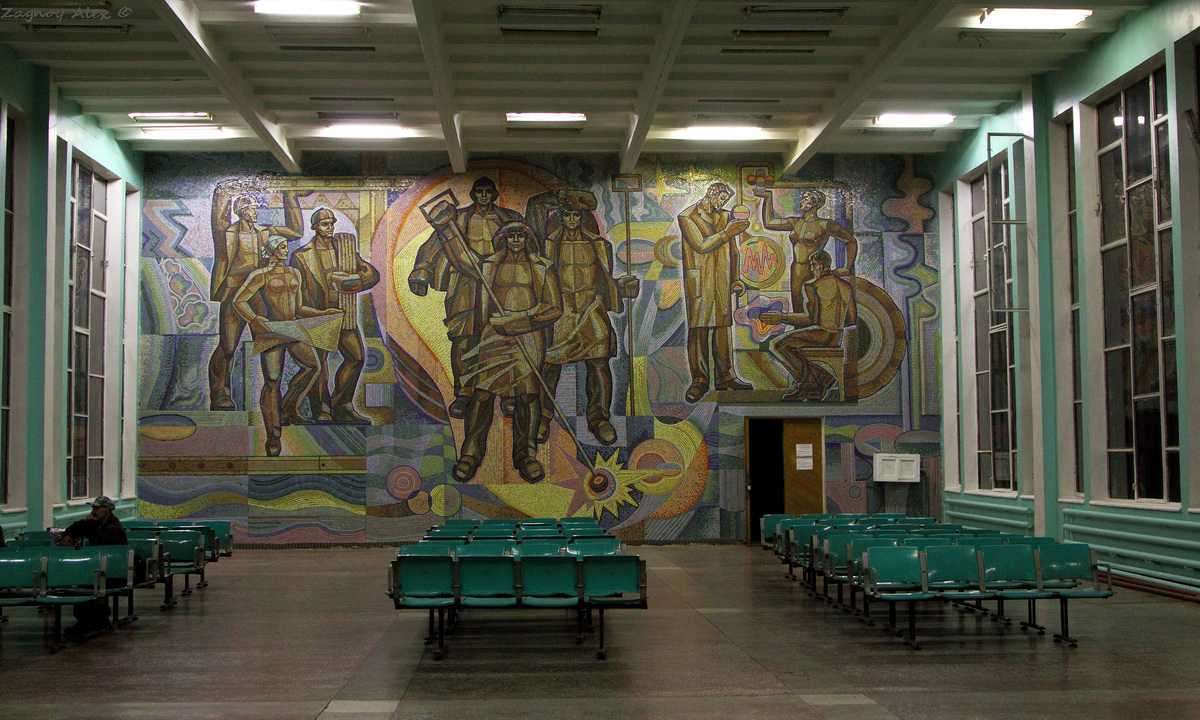
Зал чекання
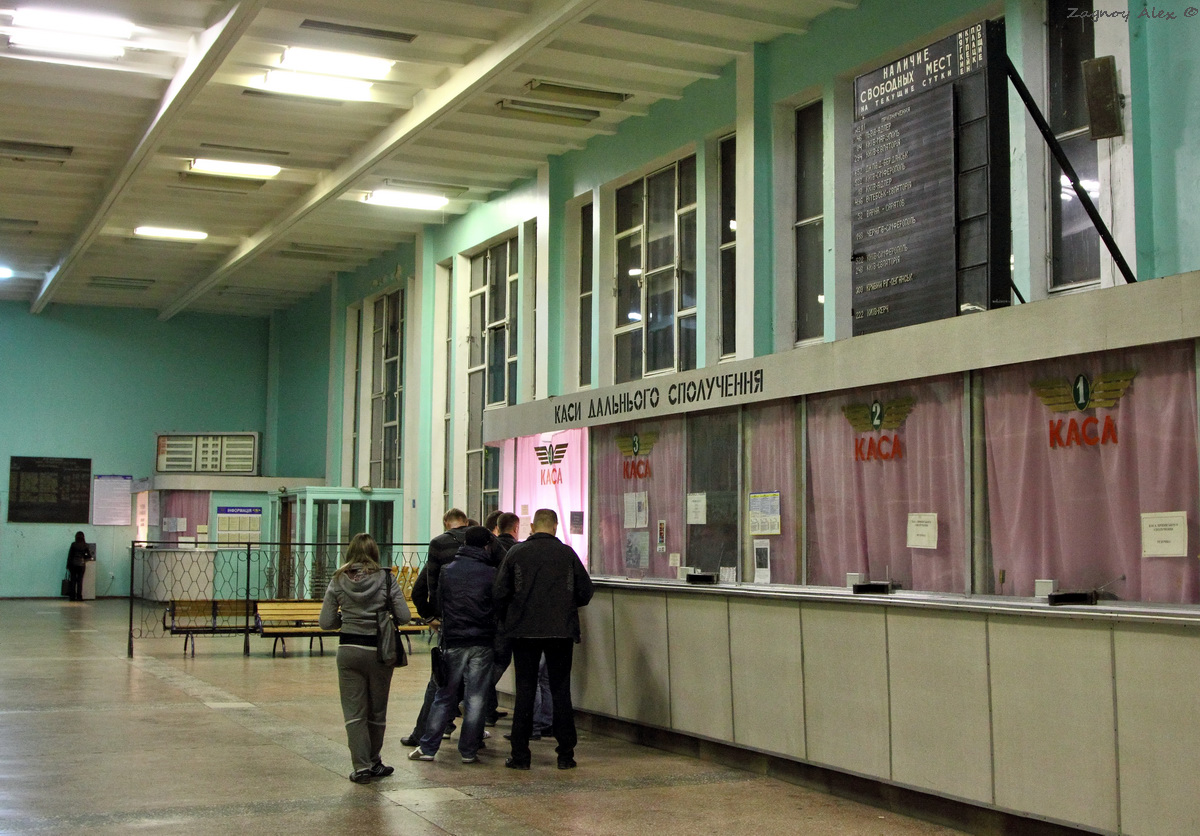
Каси
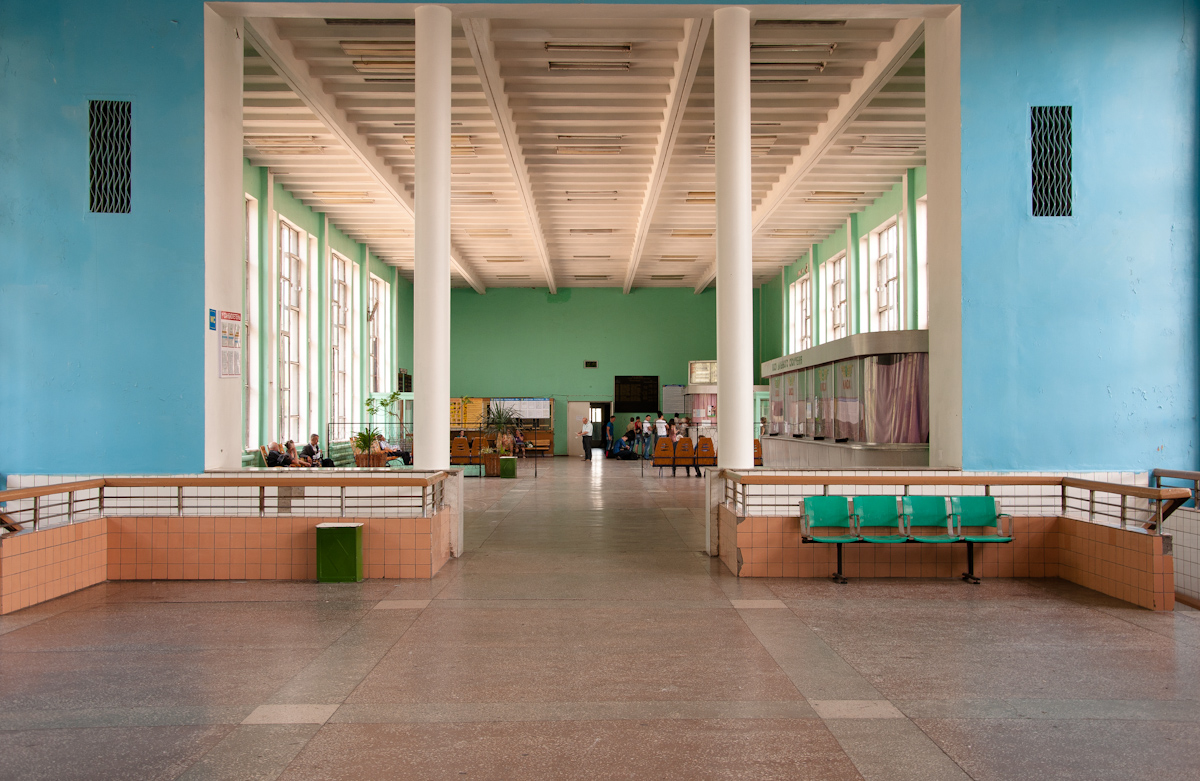
Інтер'єр

## Колійний розвиток
Колійний розвиток станції складається з двох платформ та 9 колій, з них 4 тупикові.

## Галерея

Краєвиди станції Дніпро-Лоцманська
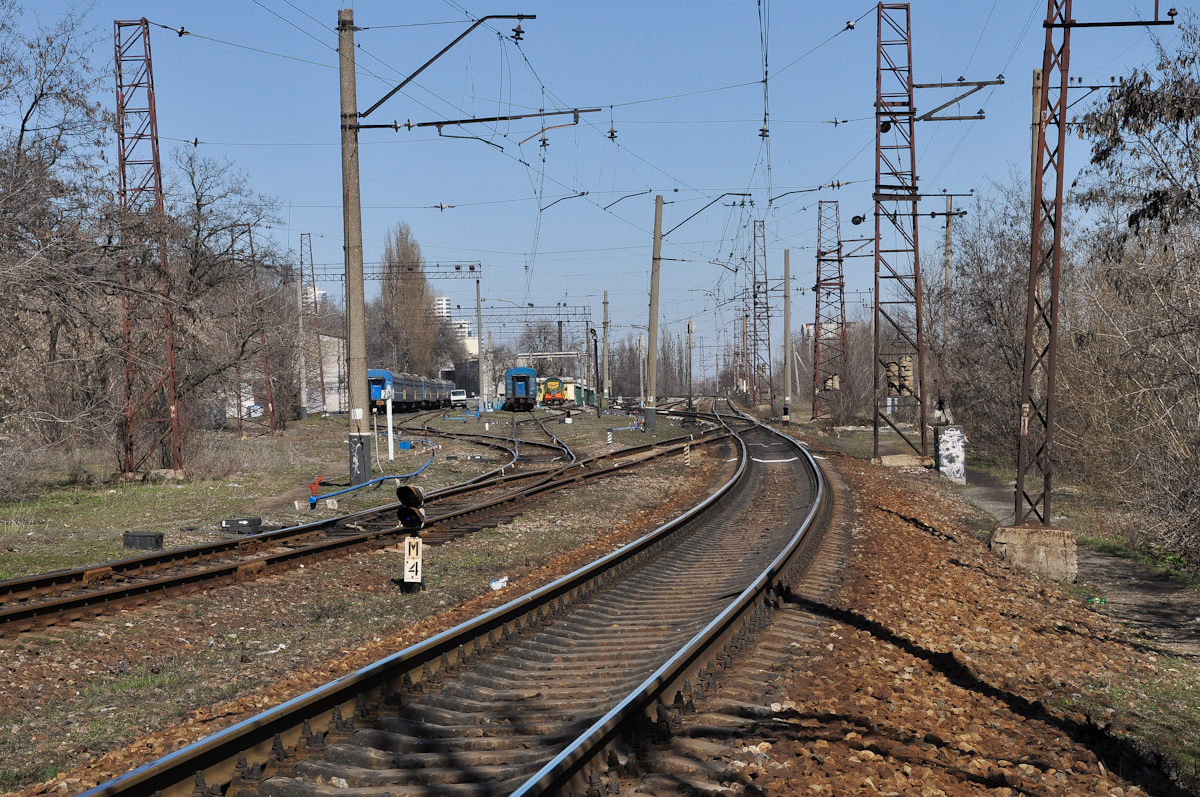
Колійний розвиток станції
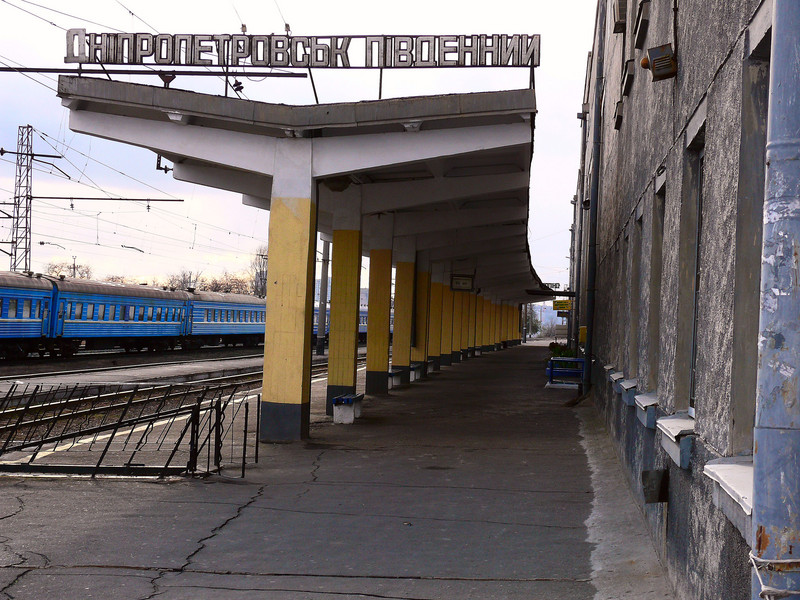
Назва станції до 29 червня 2017 року
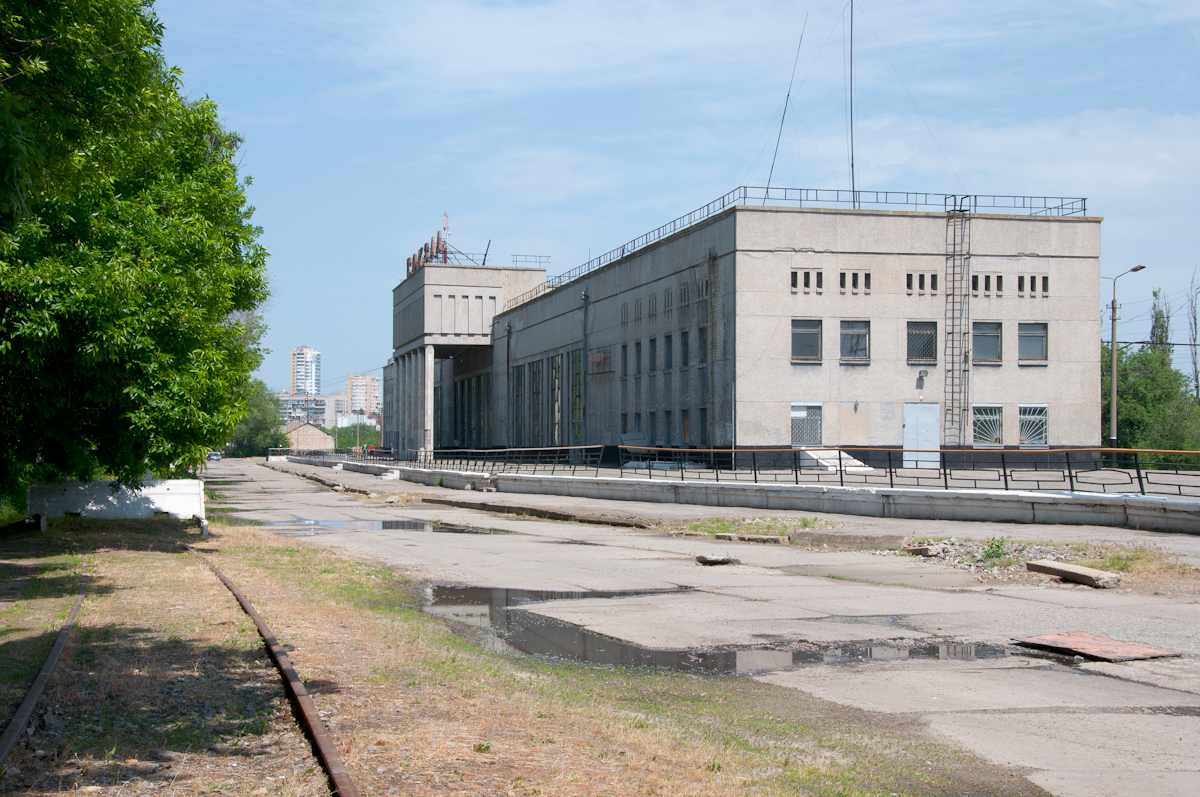
Залізничний вокзал